# 米格尔·卡多纳
米格尔·安吉爾·卡多纳（英語：Miguel Angel Cardona，1975年7月11日—），美国政治人物，曾任第12任美国教育部长。2019年至2021年3月担任康涅狄格州教育局长。2020年，美国总统乔·拜登在就任之前提名他担任美国教育部部长，于2021年3月1日经过参议院确认。
卡多纳是康乃狄克州梅里登市人，他的職業生涯從梅里登市伊斯雷尔·帕特南小學四年級老師開始。2003年，年僅27歲的他被任命為梅里登市汉诺威學校校長，成為該州最年輕的校長。

## 早期生活与教育
卡多纳於1975年7月11日出生在康乃狄克州的梅里登，父母都是波多黎各人。 卡多纳在成長過程中以西班牙文為第一語言，進入幼稚園後開始學習英語。 他的父親是梅里登的退休警官。 卡多纳在梅里登的一個住宅項目中長大，畢業於H.C.威尔科克斯技术高中汽車研究課程。他經常回母校探訪，最近還成為2023班的演講嘉賓。
卡多纳於1997年在康乃狄克州新不列顛市的中康涅狄格州立大學取得教育理學士學位。2001 年，他在康涅狄格大學取得雙語與雙文教育理學碩士學位。2004年，他在康涅狄格大學完成了第六年的專業認證，並於2011年取得教育博士學位。
卡多纳的論文題目為「銳化政治意願的重點，以解決成績差異」，研究英語學習者與同班同學之間的差距。

## 職業
卡多納的教育生涯始於家鄉康乃狄克州梅里登市，擔任普特南小學的四年級教師。2003年，他在漢諾威小學升職，成為該州十年來歷史上最年輕的校長。2015年至2019年，卡多納在該市擔任教學助理總監。

## 教育部长

### 提名
2020年12月，卡多納成為拜登內閣中美國教育部長的候選人。拜登開始傾向於卡多納，而不是其他兩位「高調」的教師工會領導人，莉莉·埃斯科尔森·加西亚和蘭迪·溫加頓。拜登選擇卡多納而非這兩位，「似乎避開了NEA與AFT之間的兄弟鬩牆」。

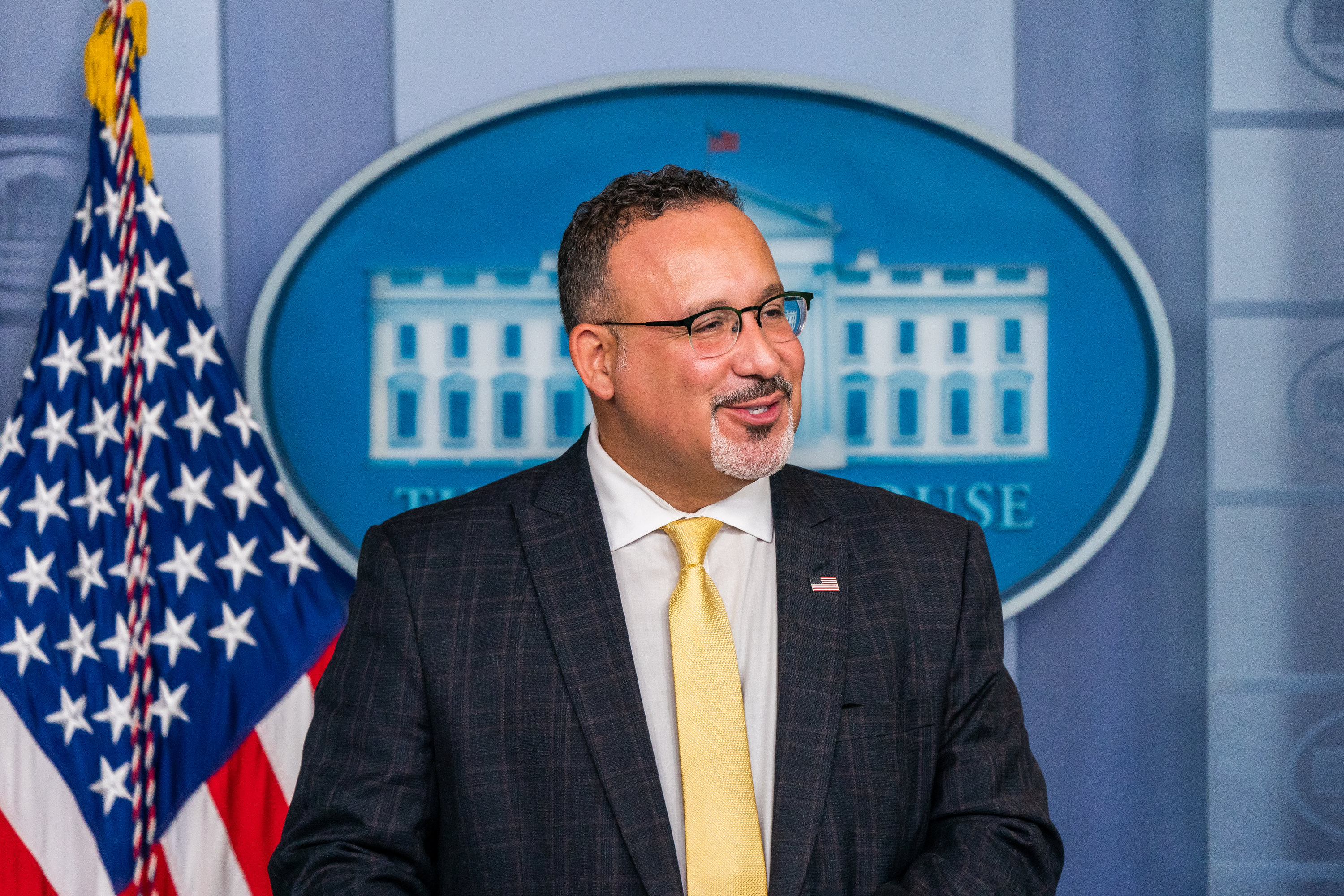
2021年8月5日，卡多納在白宮舉行的新聞簡報會上與記者交談。

卡多納是由琳达·达令-哈蒙德引荐给拜登的，她是拜登過渡時期尋找教育部長的領導人，她在2008年也曾擔任奧巴馬的職位。达令-哈蒙德和卡多納曾合作過許多專案。 Politico指出，"西裔立法者特別強調需要一位拉丁裔人士加入政府。"
卡多納於2021年2月3日出席參議院健康、教育、勞工及退休金委員會的會議。 2月25日，參議院以66:32的票數通過了對他的提名。 卡多納於2021年3月1日以64:33 的票數獲得確認，并於2021年3月1日宣誓就職，並於2021年3月2日由副總統卡马拉·哈里斯主持儀式宣誓就職。

### 任期内

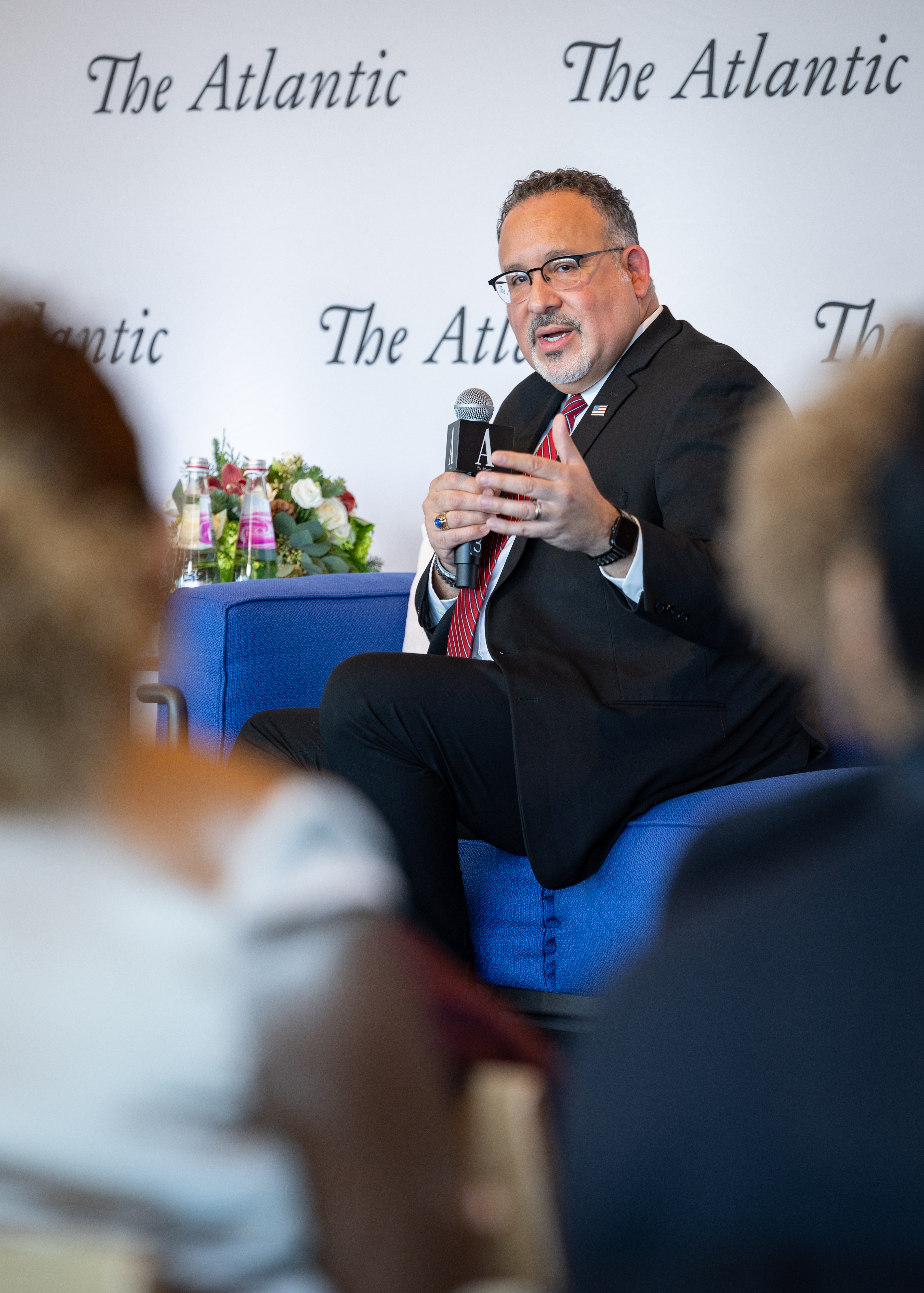
卡多納於2023年12月在《大西洋月刊》主辦的小組討論會上發表演說。

卡多納在擔任教育部長期間，一直負責實施多種形式的學生貸款寬免。在拜登诉内布拉斯加案一案中，最高法院於2023年6月30日駁回了政府最徹底的嘗試，即寬免約4,300億美元的學生貸款原則。 自拜登诉内布拉斯加案案判決後，卡多納宣佈了一系列規模較小、目標更明確的學生貸款寬免計畫，教育部也再次強調公共服務貸款寬免計畫，以減少全職從事公共服務人員的學生債務 2023年12月，卡多納宣佈政府在前三年已免除約1,320億美元的學生債務。 在喬·拜登總統2024年的國情咨文中，卡多納是指定倖存者。
2023年12月，在延遲兩個月之後，簡化版「聯邦學生資助免費申請表」(FAFSA) 正式發行。 到2024年3月底，積壓了600萬份申請。 4月26日，教育部宣佈負責聯邦財務學生援助的最高官員將卸任。 由於學生仍在等待財務援助通知，全國各地的大學不得不延遲決定截止日期。4月30日，卡多納在國會聽證會上被問及新表格的推出所帶來的困擾。 5月7日，卡多納在另一次國會聽證會上道歉。

## 个人生活
2002年，卡多納與家庭與學校聯絡人玛丽莎·佩雷斯（Marissa Pérez ）結婚 佩雷斯於2001年獲選為康乃狄克州小姐，並於1996年獲選為美國康乃狄克州青少年小姐。 卡多納與妻子育有兩名子女：兒子 Miguel Jr. 與女兒 Celine。 卡多納是天主教徒.